# Парковое королевство Дессау-Вёрлиц

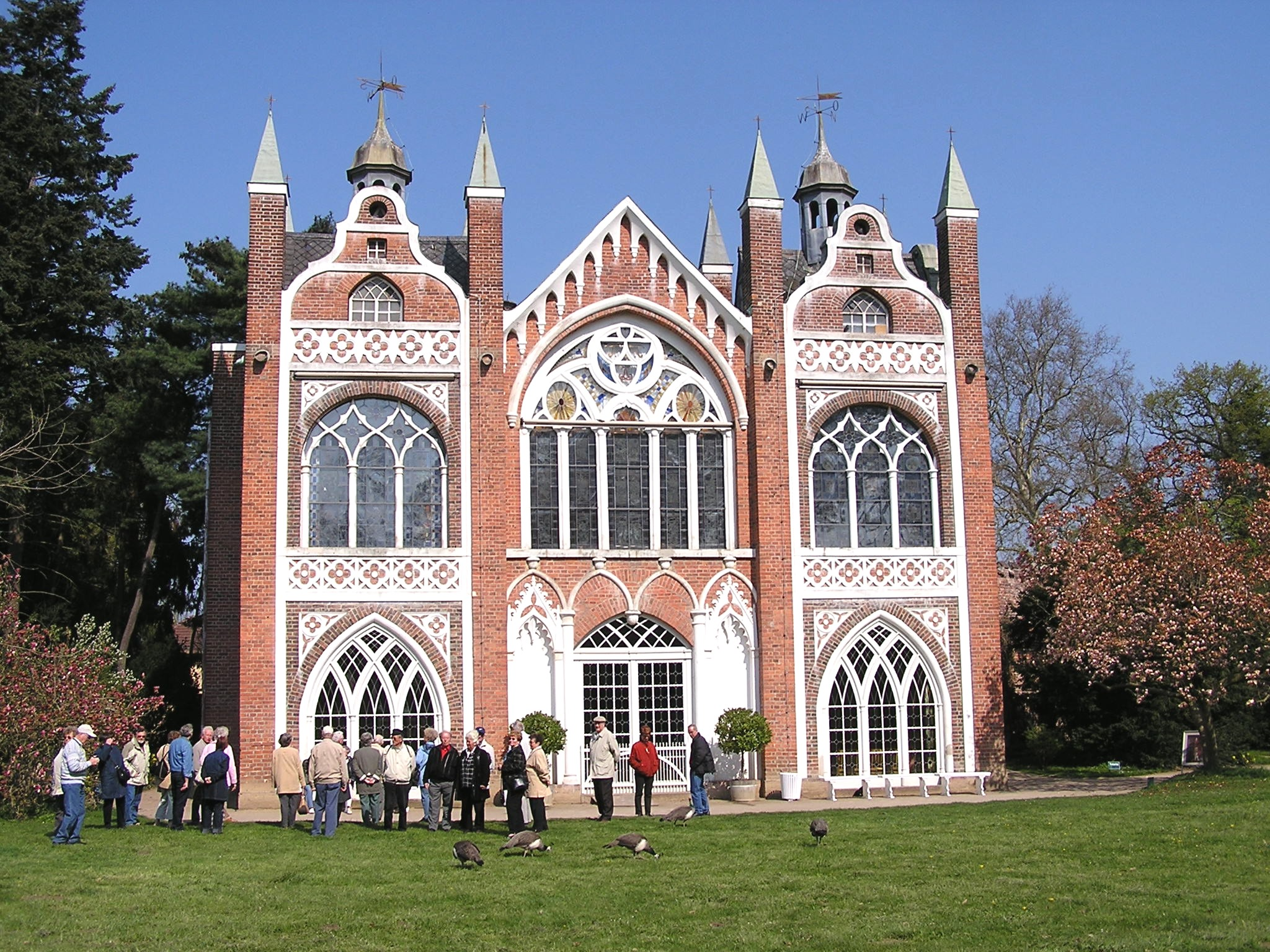
Готический дом в Вёрлицком парке

Парковое королевство Десса́у-Вёрлиц (нем. Dessau-Wörlitzer Gartenreich) — культурный ландшафт европейского значения в Саксонии-Анхальт, включающий в себя многочисленные сооружения и пейзажные парки по английскому образцу. Расположен между городами Дессау и Вёрлиц.
Парковое королевство охватывает площадь в 142 км² вдоль реки Эльбы в биосферном заповеднике Средняя Эльба. С ноября 2000 года Парковое королевство Дессау-Вёрлиц включено в список объектов Всемирного наследия ЮНЕСКО. В Парковое королевство входят дворцы и парки Луизиум, Георгиум (с Ангальтской картинной галереей), дворцы Мозигкау, Гроскюнау, Лайнер-Берг, Зиглицер-Берг, Ораниенбаум и Вёрлицкий парк.
В 2001 году Парковое королевство занесено в Синюю книгу, куда входят наиболее значимые национальные учреждения культуры в Восточной Германии и включены в настоящее время двадцать так называемых «культурных маяков».
Парковый комплекс был разбит по указанию Леопольда III, князя Ангальт-Дессау, во второй половине XVIII века. За образцы придворный архитектор Эрдмансдорф принял наиболее известные парковые комплексы XVIII века — Эрменонвиль и Стоурхед.

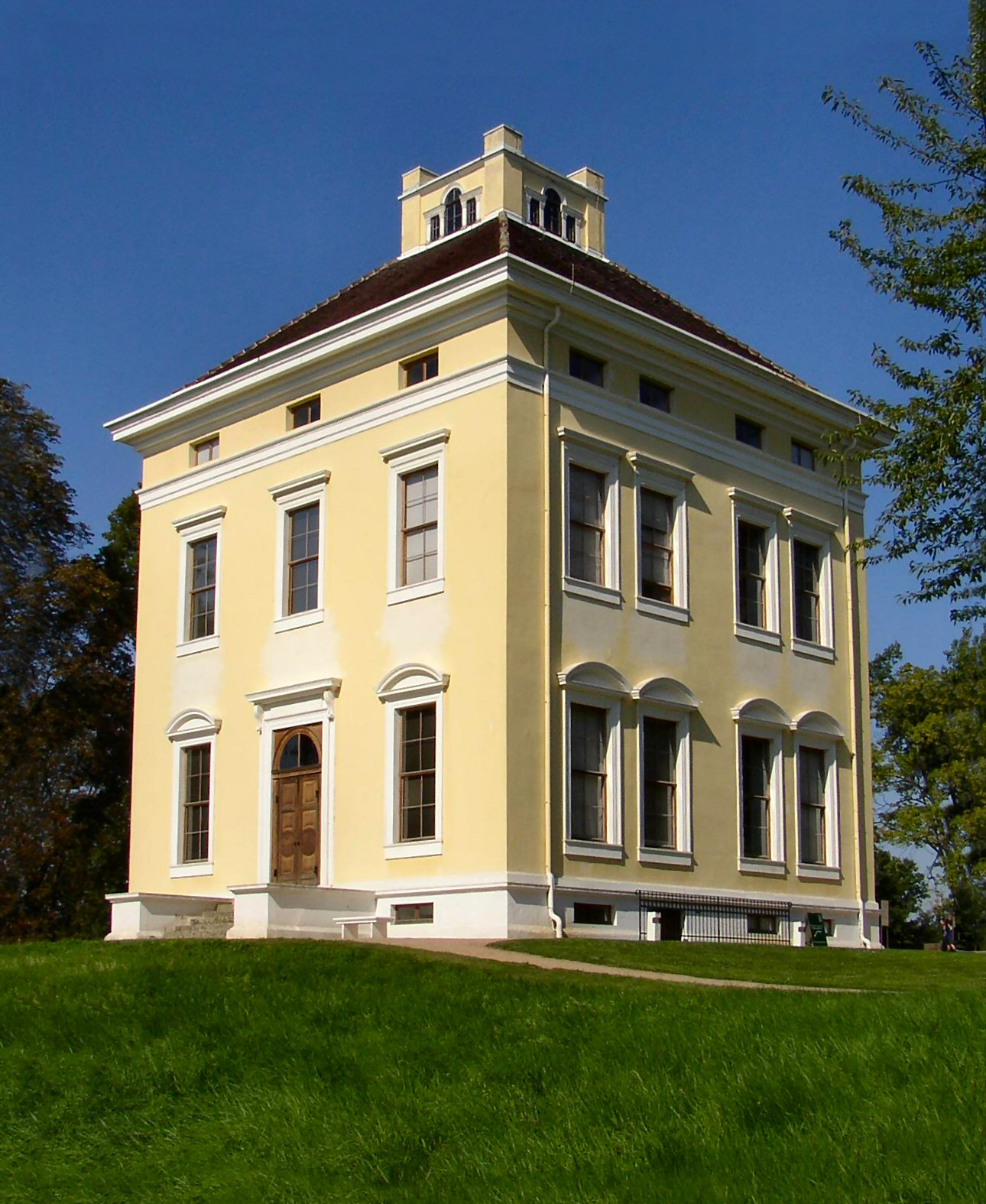
Дворец и парк Луизиум
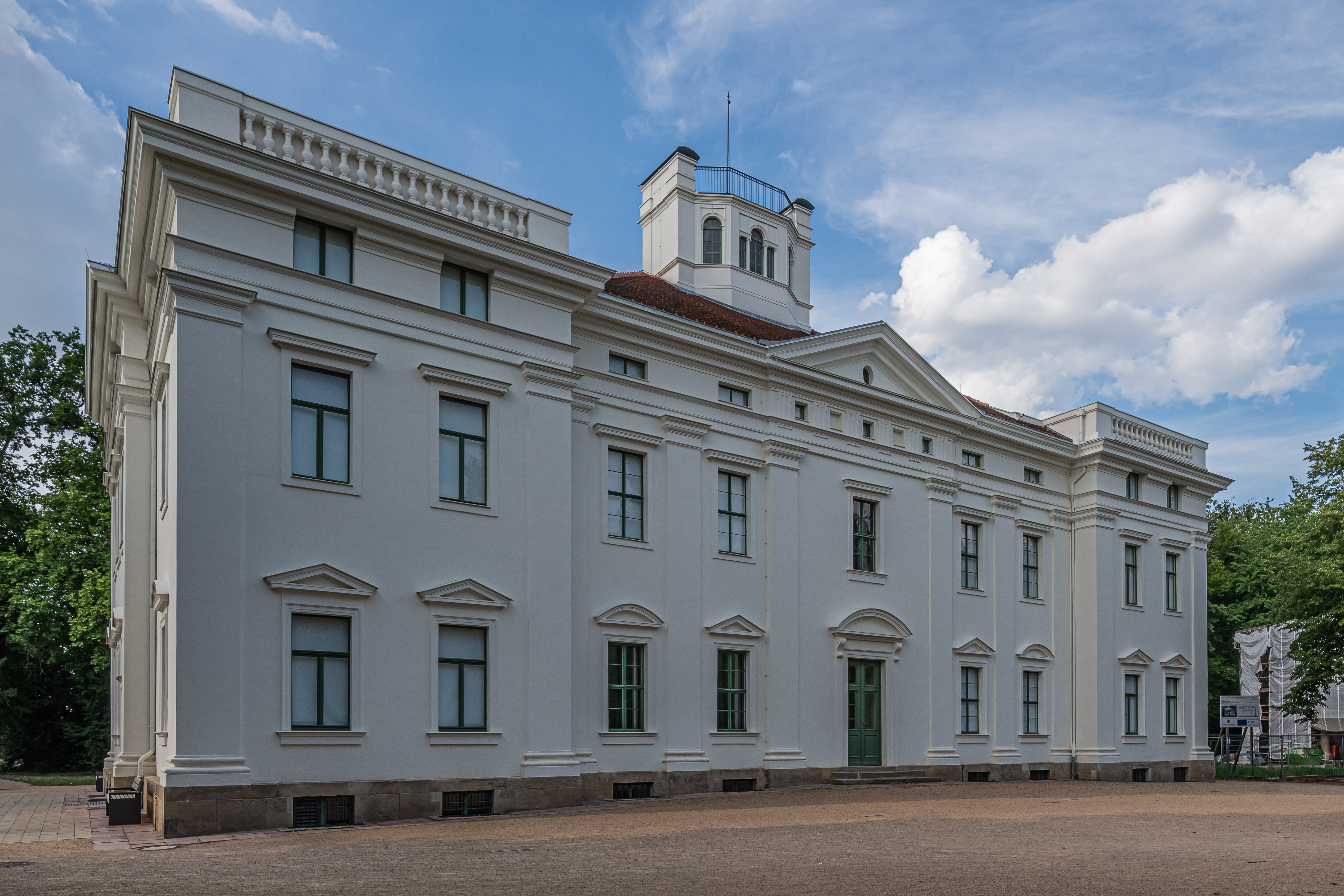
Дворец Георгиум
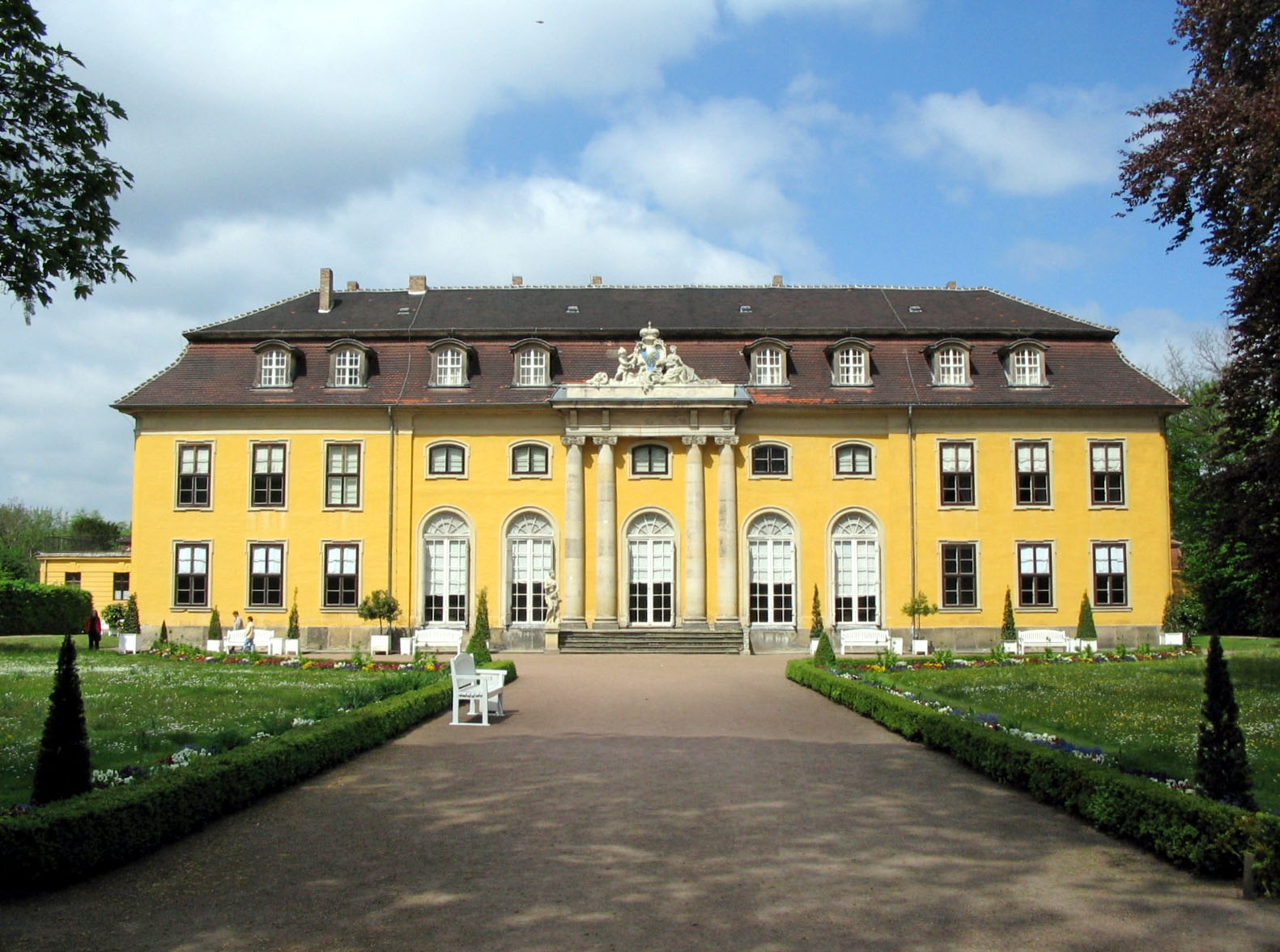
Дворец Мозигкау
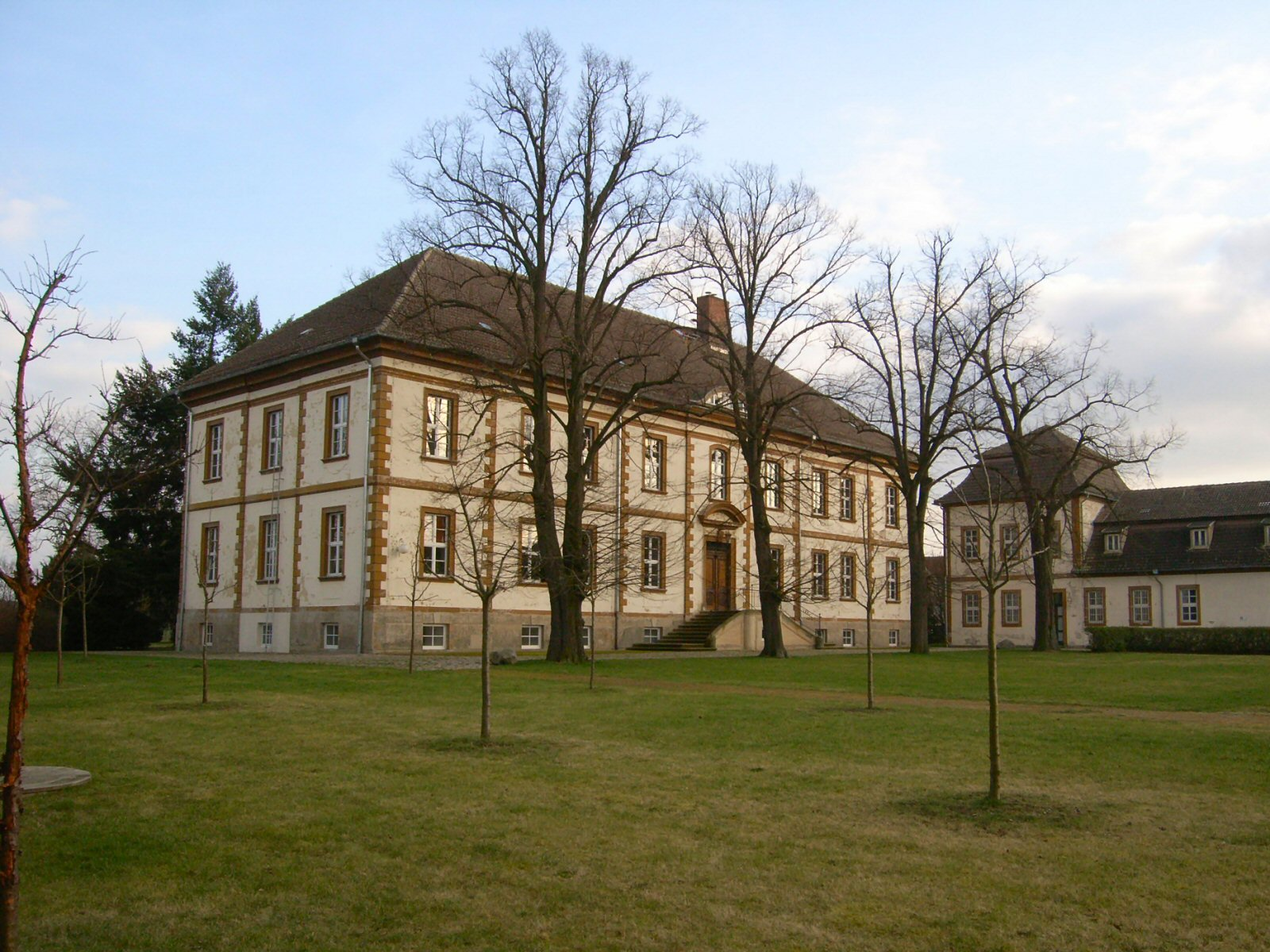
Дворец Гроскюнау
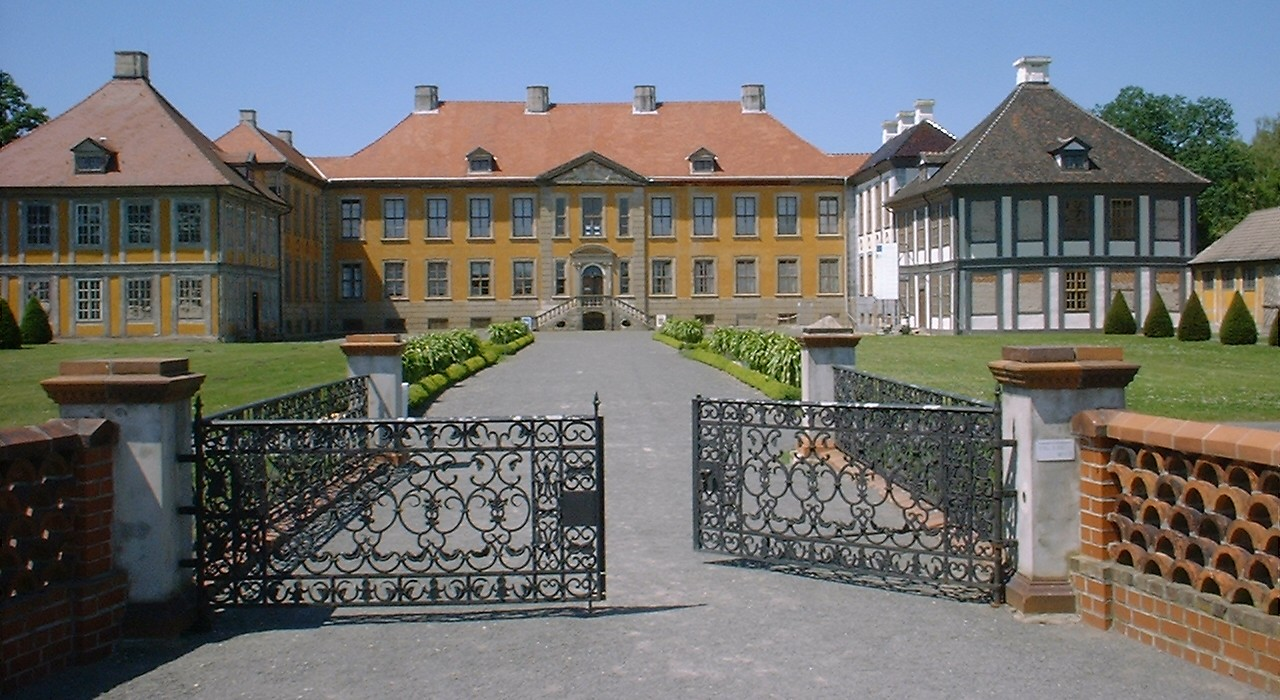
Дворец Ораниенбаум